# 핑크 팬더 (애니메이션)
핑크 팬더는 MGM 엔터테인먼트가 제작한 TV 애니메이션 시리즈이다. 1993년 9월 11일부터 1995년 4월 12일까지 신디케이션에서 총 60화로 방영되었다.
대한민국에서는 1994년에 MBC에서 방영되었다.

## 등장인물
- 핑크 팬더
- 휘슬러
- 에스키모 메이어
- 퍼그
- 부두 맨
- 머크 러크
- 스네이크